# Autostrada A11 (Franța)
În Franța, autostrada A11, numită L'Océane, permite conectarea Parisului de Nantes, de la punctul de taxare Saint-Arnoult până la Nantes, trecând prin Le Mans și Angers. Prima secțiune a fost finalizată în 1966 între nodul rutier cu A10 și Chartres, sub numele de B10. A fost complet finalizată pe 24 aprilie 2008, odată cu deschiderea centurii rutiere a orașului Angers.
Autostrada A11 face parte din rețeaua Cofiroute, cu excepția secțiunii Angers-Le Mans, concesionată către ASF pentru zona sa vestică. Această autostradă este acoperită de Radio Vinci Autoroutes (107.7 FM).

## Istoric
- 1966: deschiderea primei secțiuni, Chartres - Thivars, secțiune construită de stat și ulterior integrată în concesiunea Cofiroute.
- 1972: deschiderea secțiunii Saint-Arnoult-en-Yvelines - Chartres.
- 1975: deschiderea secțiunii Thivars - La Ferté-Bernard.
- 1978: deschiderea secțiunii La Ferté-Bernard - Le Mans Ouest.
- 1981: deschiderea secțiunii Angers - Nantes.
- 1987: deschiderea secțiunii Durtal - Angers.
- 1988: deschiderea secțiunii Sablé/La Flèche - Durtal.
- 1989: deschiderea secțiunii Le Mans Ouest - Sablé/La Flèche.
- 1993: deschiderea secțiunii Carquefou - Periferia Nantes.
- 2008: deschiderea centurii rutiere a orașului Angers (24 aprilie).
- 2014: reconfigurarea nodului rutier Gâtignolle (cu A87) la nord de Angers.
- 9 iulie 2015: deschiderea nodului rutier Illiers-Combray.
- 2021: deschiderea ieșirii 6 la Connerré.

## Traseu
| De la A10 până la ieșirea 8; secțiune cu taxă în sistem închis concesionată către Cofiroute.             | |            |
| Intersecție                                                                                              | Nod rutier între A10 și A11 (nod rutier parțial).                                                                                        | A10        |
| A11 E50                                                                                                  | |            |
| 1 - Ablis                                                                                                | Orașe deservite: Étampes, Rambouillet, Ablis.                                                                                            | RN10       |
| | Zone de odihnă: Gourville (sens Paris > Nantes); Les Chaudonnes (sens Nantes > Paris).                                                   |            |
| | Trecerea din departamentul Yvelines în departamentul Eure-et-Loir. Trecerea din regiunea Île-de-France în regiunea Centre-Val de Loire.  |            |
| | Zone de servicii: Chartres - Gasville (sens Paris > Nantes); Chartres - Bois Paris (sens Nantes > Paris).                                |            |
| 2 - Chartres est                                                                                         | Orașe deservite: Chartres, Chartres-est.                                                                                                 | RD910      |
| | Zone de odihnă: Ver-lès-Chartres-Les Souchets (sens Paris > Nantes); Ver-lès-Chartres-Les Moineaux (sens Nantes > Paris).                |            |
| 3 - Thivars                                                                                              | Orașe deservite: Chartres-centru, Châteaudun.                                                                                            | N10 RD910  |
| | Zone de odihnă: La Poële Percée (sens Paris > Nantes); Les Dix Sept Setiers (sens Nantes > Paris).                                       |            |
| 3.1 - Illiers-Combray                                                                                    | Orașe deservite: Illiers-Combray, Brou.                                                                                                  | RD12 RD154 |
| | Zone de odihnă: La Charonnerie (sens Paris > Nantes); La Leu (sens Nantes > Paris).                                                      |            |
| | Zone de servicii: Les Manoirs du Perche (sens Paris > Nantes); Brou - Dampierre (sens Nantes > Paris).                                   |            |
| 4 - Luigny                                                                                               | Orașe deservite: Châteaudun, Nogent-le-Rotrou, Brou.                                                                                     | RD955      |
| | Zone de odihnă: Les Charmes (sens Paris > Nantes); La Petite Jardinière (sens Nantes > Paris).                                           |            |
| | Limitare la 130 km/h (în ambele sensuri).                                                                                                |            |
| | Trecerea din departamentul Eure-et-Loir în departamentul Sarthe. Trecerea din regiunea Centre-Val de Loire în regiunea Pays de la Loire. |            |
| | Zone de odihnă: Théligny (sens Paris > Nantes); Montmirail (sens Nantes > Paris).                                                        |            |
| 5 - La Ferté-Bernard                                                                                     | Orașe deservite: Nogent-le-Rotrou, Mamers, Saint-Calais, La Ferté-Bernard.                                                               | RD1        |
| | Zone de servicii: La Ferté-Bernard (sens Paris > Nantes); Villaines-la-Gonais (sens Nantes > Paris).                                     |            |
| 6 - Connerré                                                                                             | Orașe deservite: Connerré, Bonnétable.                                                                                                   | RD1        |
| | Zone de odihnă: Parnouette (sens Paris > Nantes); La Charpenterie (sens Nantes > Paris).                                                 |            |
| | Zone de odihnă: Le Haras de Maulepaire (sens Paris > Nantes); La Martinière (sens Nantes > Paris).                                       |            |
| Intersecție                                                                                              | Nod rutier între A28-sud și A11: Bordeaux, Orléans, Tours, Blois, Le Mans-centru, Le Mans-Z.I. sud.                                      | A28 E502   |
| | Zonă de servicii: La Sarthe - Sargé-lès-le-Mans (în ambele sensuri).                                                                     |            |
| | Limitare la 130 km/h (sens Nantes > Paris).                                                                                              |            |
| | Pod peste Râul Sarthe. |            |
| Intersecție                                                                                              | Nod rutier între A28-nord și A11: Rouen, Caen, Alençon.                                                                                  | A28 E402   |
| 7 - Le Mans nord                                                                                         | Orașe deservite: Sillé-le-Guillaume, Le Mans-Z.I. nord.                                                                                  | RD338      |
| Intersecție                                                                                              | Nod rutier între A81 și A11: Rennes, Laval.                                                                                              | A81 E50    |
| A11 E501                                                                                                 | |            |
| 8 - Le Mans ouest                                                                                        | Orașe deservite: Le Mans-centru, Loué, Le Mans-Université.                                                                               | RD357      |
| De la ieșirea 8 la ieșirea 13; secțiune cu taxare în sistem închis, concesionată către ASF.              | |            |
| | Zonă de odihnă: Pruillé-le-Chétif (în ambele sensuri).                                                                                   |            |
| 9 - Le Mans sud                                                                                          | Orașe deservite: A11.1 Tours, Le Mans-Pontlieue, Le Mans-Z.I. Sud, Allonnes.                                                             | A11.1      |
| | Zonă de odihnă: Pirmil (în ambele sensuri).                                                                                              |            |
| | Pod peste Râul Sarthe. |            |
| | Zonă de servicii: Parcé-sur-Sarthe (în ambele sensuri).                                                                                  |            |
| 10 - Sablé - La Flèche                                                                                   | Orașe deservite: La Flèche, Sablé-sur-Sarthe.                                                                                            | RD306      |
| | Trecerea din departamentul Sarthe în departamentul Maine-et-Loire.                                                                       |            |
| 11 - Durtal                                                                                              | Orașe deservite: Le Lion-d'Angers, La Flèche, Durtal.                                                                                    | RD859      |
| | Pod peste Râul Loir. |            |
| | Zonă de odihnă: La Chapelle-Saint-Laud (în ambele sensuri).                                                                              |            |
| 12 - Seiches-sur-le-Loir                                                                                 | Orașe deservite: Blois, Baugé, Seiches-sur-le-Loir.                                                                                      | RD766      |
| Intersecție                                                                                              | Nod rutier între A85 și A11: Tours, Saumur.                                                                                              | A85        |
| A11 E60                                                                                                  | |            |
| | Punctul de taxare Corzé. |            |
| | Zonă de odihnă: Bauné (în ambele sensuri).                                                                                               |            |
| 13 - Pellouailles-les-Vignes                                                                             | Orașe deservite: Tours, Le Mans, Pellouailles-les-Vignes, Saint-Sylvain-d'Anjou (nod rutier parțial).                                    | RD323      |
| De la ieșirea 13 până la Parc des Expositions; secțiune gratuită, concesionată către ASF.                | |            |
| Saint-Sylvain-d'Anjou                                                                                    | Intrare pe autostradă doar spre Paris (nod rutier parțial).                                                                              |            |
| Parc des Expositions                                                                                     | Intrare pe autostradă doar spre Paris (nod rutier parțial).                                                                              | RD323      |
| De la Parc des Expositions până la ieșirea 17; secțiune gratuită, concesionată către Cofiroute.          | |            |
| | Zonă de servicii: Les Portes d'Angers (în ambele sensuri).                                                                               |            |
| Intersecție                                                                                              | Nod rutier între A87 și A11: La Roche-sur-Yon, Niort, Cholet, Poitiers, Saumur, Saint-Barthélemy-d'Anjou, Parc des Expositions.          | A85        |
| 14 - Tiercé                                                                                              | Orașe deservite: Tiercé, Z.I. Ecouflant.                                                                                                 | RD52       |
| 15 - Angers Centre                                                                                       | Orașe deservite: Angers-centru, C.H.U., M.I.N. Angers (nod rutier parțial).                                                              | RD323      |
| | Viaductul peste Râul Maine. |            |
| 16 - Angers nord                                                                                         | Orașe deservite: Cantenay-Épinard, Avrillé-centru, Angers-nord, C.H.U..                                                                  | RD323      |
| | Limitare la 90 km/h (sens Nantes > Paris).                                                                                               |            |
| | Tunelul Angers-Avrillé. |            |
| | Limitare la 90 km/h (sens Paris > Nantes).                                                                                               |            |
| 17 - Angers ouest                                                                                        | Orașe deservite: Rennes, Laval, Nantes, Montreuil-Juigné, Angers-vest, Avrillé, Avrillé-Z.I., Beaucouzé.                                 | RD323      |
| De la ieșirea 17 până la ieșirea 23; secțiune cu taxare în sistem deschis, concesionată către Cofiroute. | |            |
| 18 - Saint-Jean-de-Linières                                                                              | Orașe deservite: Angers-centru, Châteaubriant, Beaucouzé, Candé, Saint-Jean-de-Linières.                                                 | RD523      |
| | Zone de odihnă: Les Montillets (sens Paris > Nantes); Le Réveillon (sens Nantes > Paris).                                                |            |
| 19 - Saint-Germain-des-Prés                                                                              | Orașe deservite: Beaupréau-en-Mauges, Chalonnes-sur-Loire.                                                                               | RD15       |
| | Trecerea din departamentul Maine-et-Loire în departamentul Loire-Atlantique.                                                             |            |
| | Zone de servicii: Varades - Pays de la Loire (sens Paris > Nantes); Varades - Pays d'Ancenis (sens Nantes > Paris).                      |            |
| | Punctul de taxare Ancenis. |            |
| 20 - Ancenis                                                                                             | Orașe deservite: Laval, Segré, Candé, Clisson, Ancenis-Saint-Géréon.                                                                     | RD923      |
| | Zone de odihnă: Le Cellier (sens Paris > Nantes); Le Launay (sens Nantes > Paris).                                                       |            |
| Intersecție                                                                                              | Nod rutier între A811 și A11: Bordeaux, Nantes-centru, Sainte-Luce-sur-Loire, Thouaré-sur-Loire.                                         | A811       |
| 22 - Carquefou                                                                                           | Oraș deservit: Carquefou. | M178       |
| 23 - La Beaujoire                                                                                        | Orașe deservite: Nantes-est, Carquefou, Carquefou-centru, Nantes-La Beaujoire.                                                           |            |
| De la ieșirea 23 până la A844; secțiune gratuită, concesionată către Cofiroute.                          | |            |
| 24 - Nantes est                                                                                          | Oraș deservit: Nantes-est (nod rutier parțial).                                                                                          |            |
| | Pod peste Râul Erdre. |            |
| | Limitare la 110 km/h (sens Nantes > Paris).                                                                                              |            |
| 25 - La Chapelle-sur-Erdre                                                                               | Oraș deservit: La Chapelle-sur-Erdre. |            |
| Intersecție                                                                                              | Nod rutier între A844 și A11: Vannes, Rennes, Noirmoutier, Aeroportul Nantes Atlantique; Bordeaux, Nantes-nord, Nantes-centru.           | A844       |
| A11 E60                                                                                                  | |            |

## Autostrada A11.1
Autostrada A11.1, sau A11.1, este o scurtă autostradă franceză, ramură a A11, care leagă aceasta de sensul giratoriu dintre D309 (fosta RN768 declasată în 1973) și D326 (fosta RN226 declasată în 2006).
Această denumire este strict administrativă. Niciun indicator sau marcaj nu menționează numele autostrăzii pe parcursul său.
Această autostradă este concesionată către ASF și integrată în sistemul de taxare închis al A11.
Întregul său traseu este format dintr-o singură cale cu dublu sens de circulație.
A11.1 face parte din marea centură sudică a orașului Le Mans.
| De la A11 la D326; secțiune cu taxare (sistem închis al A11.1). | |             |
| A11 E501                                                        | |             |
| 9                                                               | Nod rutier între A11 și A11.1: Le Mans, Alençon, Chartres, Tours, Paris; Angers, Nantes.                    | A11         |
| A11.1                                                           | |             |
|                                                                 | Punctul de taxare Le Mans-Sud.                                                                              |             |
| A11.1                                                           | |             |
| Sens giratoriu                                                  | D309: Étival-lès-le-Mans, Louplande, Noyen-sur-Sarthe, Allonnes, Le Mans D326: Circuit de la Sarthe, Tours. | RD309 RD326 |